# Pop et Rock et Colégram

Pop et Rock et Colégram ou Nous, le rock on a l'air de s'en moquer, mais au fait on adore ça, au fond!! est une bande dessinée française de Solé, Dister, et Gotlib, parue de 1975 à 1978 dans le magazine Fluide glacial. Elle est l'une des rares à être consacrée à la pop et au rock 'n' roll.

## Généralités
Le principe de cette œuvre est assez simple et pour le moins original. Il s'agit de mettre en images les traductions françaises de grandes chansons de certains groupes américains ou anglais. Le résultat est toujours surprenant, les textes n'ayant parfois pas le moindre sens. Plusieurs groupes ou chanteurs sont traduits, à savoir les Beatles, Frank Zappa, The Who, Pink Floyd, Genesis, Roxy Music, Magma ou encore Patti Smith. Les traductions des chansons de ces différents artistes sont faites par Alain Dister, journaliste sur le rock et sont mises en image par Solé, qui remplit les cases au maximum, aidé par son ami Marcel Gotlib, qui a le rôle peu commun de trouboucheur. On peut dire que cette bande dessinée, l'une des rares qui s'amuse aussi à parodier des mouvements musicaux comme le  rock breton, le punk rock, la zeuhl, le reggae ou encore le disco est certainement la plus élaborée de Solé, celui-ci créant un univers pictural rempli de grandes fresques baroques aux détails multiples et à la lecture difficile.

## Parutions
- Pop et Rock et Colégram par Alain Dister, Solé, Marcel Gotlib (1978)

Une traduction allemande de la bande dessinée est parue en 1982 sous le titre Rock & Pop aux éditions Volksverlag dans les pays germanophones sous forme de livre broché de 52 pages.

### Documentation
- Numa Sadoul, « Pop et Rock et Colégram », Schtroumpfanzine, no 25,‎ décembre 1978, p. 25.